# Dr. N. Tropy
El Doctor Nefarius Tropy, más conocido por su abreviatura Dr. N. Tropy, es un personaje antagonista de la serie de videojuegos Crash Bandicoot. Su nombre abreviado es pronunciado "Entropy", que en español significa entropía, la medida del desorden.

## Descripción
Físicamente es un hombre alto y delgado, de unos 1.85 metros de altura, aunque su traje lo hace parecer más fuerte. Su piel es de color celeste debido a los constantes viajes que realiza en el frío vacío del espacio. Lleva siempre un traje mecánico de bronce con un gran reloj en números romanos en su pecho y dos grandes pistones ubicados encima de sus hombros que se mueven alternadamente. También lleva una pequeña falda blanca, guantes y botas, y un gran casco con un pequeño diapasón de acero y un reloj verde cuyas manecillas a veces se mueven en la dirección contraria. Su cabeza es cuadrada y tiene dos grandes mechones de barba en su barbilla. Su arma principal es un gran diapasón que tiene varias funciones, como lanzar bolas de fuego, rayos láser y hacer temblar la tierra.
Es el maestro controlador el tiempo y de la teletransportación, con la ayuda de su máquina del tiempo que él mismo creó y puede viajar a distintas épocas. Es también un viejo aliado de Uka-uka y lo ayuda a dominar el mundo. Es uno de los villanos más fuertes, inteligentes y menos incompetentes de la saga, llegando a ser incluso más efectivo que el propio Dr. Neo Cortex debido a su carácter cruel, racional y brillante, y sus ataques son muy poderosos pero como Crash suele esquivarlos, se suele dar por vencido rápidamente y se llega a cansar, lo que lo lleva a cometer errores con su arma, los cuales Crash aprovecha para atacarle.

## Apariciones

### Crash Bandicoot 3: Warped
Su primera aparición en la saga. Hace una alianza con el Dr. N. Cortex y Uka-Uka para conseguir los cristales, gemas y reliquias a través de todas las épocas del tiempo para la dominación del mundo. Es jefe de la tercera sala de transportaciones y pelea contra Crash en su máquina del tiempo y le intenta robar los cristales. Ataca a Crash con su diapasón que lanza bolas de fuego y rayos láser, pero el poder es tan grande que se cansa, haciendo que accidentalmente golpea el suelo con su arma y aparecen unas plataformas que le permiten a Crash dirigirse a él para atacarlo.

### Crash Team Racing
Es un personaje oculto desbloqueable. Se desbloquea ganándole a su fantasma en todas las pistas en el modo Contrarreloj. Está del lado de Uka-uka. Tiene una velocidad perfecta, aceleración promedio pero su giro es muy débil. Su kart es de color celeste. En el epílogo dice que empezó a tintinear en su máquina del tiempo de nuevo y fue últimamente visto entrando en un portal del tiempo. Algo curioso es que su fantasma en los contrarreloj jamás tomara atajos.

### Crash Bandicoot: The Wrath of Cortex
Tiene una aparición menor donde es el asistente de Uka-Uka en su convención de malvados. También es un enemigo en algunos niveles como un obstáculo, intentando detener a Crash en su progreso atacando con su diapasón.

### Crash Twinsanity
Aquí se alía con N. Brio para conseguir un tesoro de la décima dimensión, estos dos son los cuartos jefes del juego, peleando contra Crash en un iceberg, luego de ser derrotados se les ve con N. Gin en la décima dimensión para conseguir el dicho tesoro pero este es quemado por Spyro the dragon.

### Crash Bandicoot 2: N-Tranced
Es el villano principal si se logra completar el juego al 100% y forma alianza con Uka-Uka para destruir a Crash, se ve que es aliado de N-trance quien es aparentemente de su misma dimensión o planeta. La batalla con Crash es similar a la de Crash bandicoot Warped, pero más larga ya que es más poderoso ahora yendo a las diferentes épocas del tiempo.

### Crash Nitro Kart
Es, de nuevo,  un personaje oculto desbloqueable y se consigue ganándole a sus fantasmas en todas las pistas en el modo Contrarreloj. Está en el equipo del Dr. N. Cortex junto a Cortex, Tiny Tiger y N.Gin. Su velocidad es perfecta, su aceleración intermedia y su giro es débil, igual que en Crash Team Racing.

### Crash Fusión
Aparece como una carta coleccionable

### Crash Boom Bang!
Es un cameo en el minijuego del Quiz de la silueta.
- Datos: Q30918634